# Azeglio Vicini
Azeglio Vicini (Cesena, 20 maart 1933 - Brescia, 30 januari 2018) was een Italiaanse voetballer en voetbalcoach.

## Bondscoach Italië
Vicini is vooral bekend als bondscoach van het Italiaans voetbalelftal, dat hij coachte tussen 1986 en 1991, als opvolger van Enzo Bearzot. Hij leidde Italië naar de halve finales van zowel het EK van 1988 als het WK van 1990. Omdat Italië zich niet wist te kwalificeren voor het EK van 1992, werd Vicini ontslagen. Hij werd opgevolgd door Arrigo Sacchi. Hij had de nationale ploeg in totaal 54 duels onder zijn hoede.
| Interlands Italië onder leiding van Azeglio Vicini | Interlands Italië onder leiding van Azeglio Vicini | Interlands Italië onder leiding van Azeglio Vicini | Interlands Italië onder leiding van Azeglio Vicini | Interlands Italië onder leiding van Azeglio Vicini |
| №                                                  | Datum                                              | Wedstrijd                                          | Uitslag                                            | Competitie                                         |
| -------------------------------------------------- | -------------------------------------------------- | -------------------------------------------------- | -------------------------------------------------- | -------------------------------------------------- |
| 1                                                  | 8 oktober 1986                                     | Italië – Griekenland                               | 2 – 0                                              | Oefeninterland                                     |
| 2                                                  | 15 november 1986                                   | Italië – Zwitserland                               | 3 – 2                                              | EK-kwalificatie                                    |
| 3                                                  | 6 december 1986                                    | Malta – Italië                                     | 0 – 2                                              | EK-kwalificatie                                    |
| 4                                                  | 24 januari 1987                                    | Italië – Malta                                     | 5 – 0                                              | EK-kwalificatie                                    |
| 5                                                  | 14 februari 1987                                   | Portugal – Italië                                  | 0 – 1                                              | EK-kwalificatie                                    |
| 6                                                  | 18 april 1987                                      | West-Duitsland – Italië                            | 0 – 0                                              | Oefeninterland                                     |
| 7                                                  | 28 mei 1987                                        | Noorwegen – Italië                                 | 0 – 0                                              | Oefeninterland                                     |
| 8                                                  | 3 juni 1987                                        | Zweden – Italië                                    | 1 – 0                                              | EK-kwalificatie                                    |
| 9                                                  | 10 juni 1987                                       | Argentinië – Italië                                | 1 – 3                                              | Oefeninterland                                     |
| 10                                                 | 23 september 1987                                  | Italië – Joegoslavië                               | 1 – 0                                              | Oefeninterland                                     |
| 11                                                 | 17 oktober 1987                                    | Zwitserland – Italië                               | 0 – 0                                              | EK-kwalificatie                                    |
| 12                                                 | 14 november 1987                                   | Italië – Zweden                                    | 2 – 1                                              | EK-kwalificatie                                    |
| 13                                                 | 5 december 1987                                    | Italië – Portugal                                  | 3 – 0                                              | EK-kwalificatie                                    |
| 14                                                 | 20 februari 1988                                   | Italië – Sovjet-Unie                               | 4 – 1                                              | Oefeninterland                                     |
| 15                                                 | 31 maart 1988                                      | Joegoslavië – Italië                               | 1 – 1                                              | Oefeninterland                                     |
| 16                                                 | 27 april 1988                                      | Luxemburg – Italië                                 | 0 – 3                                              | Oefeninterland                                     |
| 17                                                 | 4 juni 1988                                        | Italië – Wales                                     | 0 – 1                                              | Oefeninterland                                     |
| 18                                                 | 10 juni 1988                                       | West-Duitsland – Italië                            | 1 – 1                                              | EK-eindronde                                       |
| 19                                                 | 14 juni 1988                                       | Italië – Spanje                                    | 1 – 0                                              | EK-eindronde                                       |
| 20                                                 | 17 juni 1988                                       | Denemarken – Italië                                | 0 – 2                                              | EK-eindronde                                       |
| 21                                                 | 22 juni 1988                                       | Italië – Sovjet-Unie                               | 0 – 2                                              | EK-eindronde                                       |
| 22                                                 | 19 oktober 1988                                    | Italië – Noorwegen                                 | 2 – 1                                              | Oefeninterland                                     |
| 23                                                 | 16 november 1988                                   | Italië – Nederland                                 | 1 – 0                                              | Oefeninterland                                     |
| 24                                                 | 22 december 1988                                   | Italië – Schotland                                 | 2 – 0                                              | Oefeninterland                                     |
| 25                                                 | 22 februari 1989                                   | Italië – Denemarken                                | 1 – 0                                              | Oefeninterland                                     |
| 26                                                 | 25 maart 1989                                      | Oostenrijk – Italië                                | 0 – 1                                              | Oefeninterland                                     |
| 27                                                 | 29 maart 1989                                      | Roemenië – Italië                                  | 1 – 0                                              | Oefeninterland                                     |
| 28                                                 | 22 april 1989                                      | Italië – Uruguay                                   | 1 – 1                                              | Oefeninterland                                     |
| 29                                                 | 26 april 1989                                      | Italië – Hongarije                                 | 4 – 0                                              | Oefeninterland                                     |
| 30                                                 | 20 september 1989                                  | Italië – Bulgarije                                 | 4 – 0                                              | Oefeninterland                                     |
| 31                                                 | 14 oktober 1989                                    | Italië – Brazilië                                  | 0 – 1                                              | Oefeninterland                                     |
| 32                                                 | 11 november 1989                                   | Italië – Algerije                                  | 1 – 0                                              | Oefeninterland                                     |
| 33                                                 | 15 november 1989                                   | Engeland – Italië                                  | 0 – 0                                              | Oefeninterland                                     |
| 34                                                 | 21 december 1989                                   | Italië – Argentinië                                | 0 – 0                                              | Oefeninterland                                     |
| 35                                                 | 21 februari 1990                                   | Nederland – Italië                                 | 0 – 0                                              | Oefeninterland                                     |
| 36                                                 | 31 maart 1990                                      | Zwitserland – Italië                               | 0 – 1                                              | Oefeninterland                                     |
| 37                                                 | 9 juni 1990                                        | Italië – Oostenrijk                                | 1 – 0                                              | WK-eindronde                                       |
| 38                                                 | 14 juni 1990                                       | Italië – Verenigde Staten                          | 1 – 0                                              | WK-eindronde                                       |
| 39                                                 | 19 juni 1990                                       | Italië – Tsjecho-Slowakije                         | 2 – 0                                              | WK-eindronde                                       |
| 40                                                 | 25 juni 1990                                       | Italië – Uruguay                                   | 2 – 0                                              | WK-eindronde                                       |
| 41                                                 | 30 juni 1990                                       | Italië – Ierland                                   | 1 – 0                                              | WK-eindronde                                       |
| 42                                                 | 3 juli 1990                                        | Italië – Argentinië                                | 1 – 1                                              | WK-eindronde                                       |
| 43                                                 | 7 juli 1990                                        | Italië – Engeland                                  | 2 – 1                                              | WK-eindronde                                       |
| 44                                                 | 26 september 1990                                  | Italië – Nederland                                 | 1 – 0                                              | Oefeninterland                                     |
| 45                                                 | 17 oktober 1990                                    | Hongarije – Italië                                 | 1 – 1                                              | EK-kwalificatie                                    |
| 46                                                 | 3 november 1990                                    | Italië – Sovjet-Unie                               | 0 – 0                                              | EK-kwalificatie                                    |
| 47                                                 | 22 december 1990                                   | Cyprus – Italië                                    | 0 – 4                                              | EK-kwalificatie                                    |
| 48                                                 | 13 februari 1991                                   | Italië – België                                    | 0 – 0                                              | Oefeninterland                                     |
| 49                                                 | 1 mei 1991                                         | Italië – Hongarije                                 | 3 – 1                                              | EK-kwalificatie                                    |
| 50                                                 | 5 juni 1991                                        | Noorwegen – Italië                                 | 2 – 1                                              | EK-kwalificatie                                    |
| 51                                                 | 12 juni 1991                                       | Denemarken – Italië                                | 0 – 2                                              | Oefeninterland                                     |
| 52                                                 | 16 juni 1991                                       | Italië – Sovjet-Unie                               | 1 – 1                                              | Oefeninterland                                     |
| 53                                                 | 25 september 1991                                  | Bulgarije – Italië                                 | 2 – 1                                              | Oefeninterland                                     |
| 54                                                 | 12 oktober 1991                                    | Sovjet-Unie – Italië                               | 0 – 0                                              | EK-kwalificatie                                    |

1 Zenga ·
2 Baresi ·
3 Bergomi ·
4 Cravero ·
5 Ferrara ·
6 Ferri ·
7 Francini ·
8 Maldini ·
9 Ancelotti ·
10 De Agostini ·
11 De Napoli ·
12 Tacconi ·
13 Fusi ·
14 Giannini ·
15 Romano ·
16 Altobelli  ·
17 Donadoni ·
18 Mancini ·
19 Rizzitelli ·
20 Vialli ·
Coach: Vicini
1 Zenga ·
2 Baresi ·
3 Bergomi  ·
4 De Agostini ·
5 Ferrara ·
6 Ferri ·
7 Maldini ·
8 Vierchowod ·
9 Ancelotti ·
10 Berti ·
11 De Napoli ·
12 Tacconi ·
13 Giannini ·
14 Marocchi ·
15 Baggio ·
16 Carnevale ·
17 Donadoni ·
18 Mancini ·
19 Schillaci ·
20 Serena ·
21 Vialli ·
22 Pagliuca ·
Coach: Vicini
Vicini (1976-86) · Maldini (1986-96) · Giampaglia (1996-98) · Tardelli (1998-00) · Gentile (2000-06) · Casiraghi (2006-10) · Ferrara (2010-12) · Devis Mangia (2012-2013) · Luigi Di Biagio (2013-19)